# Teresa Pichler
Teresa Pichler, o Pikler (Roma, 3 giugno 1769 – Milano, 19 maggio 1834), è stata un'attrice teatrale italiana.
Fu la moglie di Vincenzo Monti.

## Biografia
Teresa era figlia di Giovanni Pichler, famoso intagliatore di gemme, tirolese emigrato nell'Urbe, e di Antonia Selli, romana. Cominciò molto giovane a recitare in teatro e nel corso di una rappresentazione privata dell'Aristodemo di Vincenzo Monti a Palazzo Massimo in Roma, nel 1786, ricoprì il ruolo di Cesira, mentre il vate romagnolo rivestiva i panni del tormentato protagonista. Monti se ne invaghì subito, e benché più vecchio di quindici anni, la sposò il 3 luglio 1791 nella chiesa di san Lorenzo in Lucina.
La coppia andò a vivere al n. 9 di Piazza di Spagna ed ebbe due figli, Costanza e Giovan Francesco, morto in tenera età. Teresa, a proprio agio nella vita mondana, diventò subito una protagonista indiscussa del panorama romano. Accoglieva regolarmente nella sua casa il maresciallo Auguste de Marmont, uomo di fiducia di Napoleone. Quando Monti, a causa delle amicizie francesi, fuggì dalla città nella notte del 3 marzo 1797, Teresa riparò con la bimba a Frascati. Poco dopo che il marito aveva guadagnato Milano, Teresa si riunì a lui nella città meneghina, lasciando Costanza in un collegio della città felsinea.
Nella società milanese, dove visse dal 1797 fino alla morte, la Pichler suscitò entusiasmi anche maggiori. Qui fu ammirata da personaggi illustri, primi fra tutti Ugo Foscolo e Stendhal. Giuseppe Pecchio, biografo del poeta zacintio, ebbe modo di conoscerla, e ce ne ha lasciato questo ritratto: «Grandi occhi neri e folta corvina chioma; una bocca di rose, un'aria di testa nobilissima; statura alta con portamento dignitoso ... Se aggiungi il tono soave della sua voce, il suo armonioso accento romano, la sua virtù in suonar l'arpa, non mancherà nulla a raffigurare la tenera Malvina di Ossian».
Continuò anche a recitare, sia in opere del marito, come il Caio Gracco che contribuì a portare al successo a Verona interpretando la parte di Cornelia, sia in altre tragedie, come il Filippo alfieriano. Intelligente e assetata di mondanità, vi fu chi la vide alla base di molti voltafaccia politici del marito.
Queste caratteristiche emersero in occasione del matrimonio della figlia Costanza, nel 1812, che la madre indirizzò verso il conte Giulio Perticari (che sposò), malgrado le preferenze della fanciulla, e forse anche del padre, fossero per il grecista Andrea Mustoxidi. Numerosi dubbi permangono sulla fedeltà coniugale di Teresa, ma nonostante tutto rimase sempre a fianco al marito e quando poté lo sostenne anche dal punto di vista economico, seguendolo pure nell'esilio parigino. Negli ultimi anni di vita di Monti fu, assieme alla figlia Costanza, il suo più grande conforto, come si evince dalle numerose epistole che il poeta scrisse in quel periodo, e da alcune opere che le dedicò: il sonetto Per la lontananza della moglie (1822) e soprattutto la canzone libera Pel giorno onomastico della mia donna Teresa Pikler (1826). A proposito di quest'ultimo componimento Monti ci ha lasciato in una lettera tenere parole: «Così malandato qual sono, qualche buon verso m'è caduto dalla penna, e alcuni altri ne vo meditando nel punto che scrivo a te la presente, consacrati alla mia donna, la quale non mi ha mai abbandonato un momento dacché sono caduto in tanta calamità; e se sono ancor vivo, il debbo principalmente alle sue tenere cure».

## La vicenda dell'Ortis

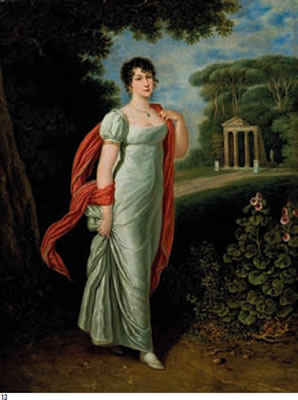
Ritratto di Carlo Labruzzi

Il motivo principale per cui è stata oggetto dei critici è però forse da ricercare nella relazione che ebbe con Ugo Foscolo, e nel fatto che fu, con buone probabilità, la prima ispiratrice delle Ultime lettere di Jacopo Ortis.
Il primo incontro con Foscolo avvenne a Bologna nel 1797, dove confluirono per un breve periodo, entrambi fuggitivi, lei da Roma, lui da Venezia dove era appena stato ratificato il trattato di Campoformio. I due continuarono a frequentarsi a Milano, e Foscolo ne andava pazzo. Una lettera di Teresa a Mario Pieri sembrerebbe provare che il sentimento era, almeno all'inizio e almeno in parte, corrisposto: «Anche lui (Foscolo) aveva presa una furiosa passione per me... Mi aveva minacciato che si sarebbe ucciso; ma io non gli credevo. Eppure arrivò ad inghiottire una gran dose d'oppio; e sarebbe morto se al servo... non fosse venuto qualche sospetto».
E se leggiamo la notizia che Foscolo scrisse come premessa all'Ortis: «Consunto dal sentimento della vanità della vita... se la vigilanza d'un amico suo non l'avesse impedito, poco mancò che egli una notte non s'uccidesse». Sembra che i due si riferiscano allo stesso episodio.
La protagonista dell'Ortis era bionda e la critica l'ha poi identificata, tra le altre, nella pisana Isabella Roncioni, ma la prima stesura, del 1798 (e l'anno è assai significativo), presentava una bruna vedovella, grande suonatrice d'arpa (come Teresa, secondo la testimonianza del Pecchio), con una figlia chiamata Giovannina, che potrebbe benissimo corrispondere a Costanzina, come allora la bambina veniva affettuosamente chiamata. Tuttavia, l'elemento che più di tutti salta agli occhi è il nome della musa ortisiana, Teresa.